# Towarzystwo Gospodarcze Polska-Ukraina
Towarzystwo Gospodarcze Polska-Ukraina – stowarzyszenie z siedzibą w Łodzi, zarejestrowane w październiku 1999.
Towarzystwo powstało z inicjatywy trzech byłych konsulów Rzeczypospolitej Polskiej we Lwowie – Jacka Gerałta, Andrzeja Rosińskiego i Zbigniewa Misiaka, w latach 1992-1999 zatrudnionych w KG RP we Lwowie, a także grupy działaczy społecznych, prawników i przedsiębiorców z regionu łódzkiego.
Statutowym celem Towarzystwa jest tworzenie warunków dla rozwoju współpracy polskich i ukraińskich podmiotów gospodarczych, inicjowanie działań ułatwiających taką współpracę i organizowanie warunków dla wzajemnego obrotu gospodarczego, opartego na międzynarodowych standardach handlowych i finansowych.
Na wniosek Towarzystwa z 13 października 1999 prezydent RP Aleksander Kwaśniewski odznaczył pośmiertnie Teodozjusza Staraka, pierwszego ambasadora Ukrainy w Polsce, Komandorią Orderu Zasługi RP. 15 kwietnia 2000 Towarzystwo utworzyło Misję Prawno-Gospodarczą we Lwowie. 23 listopada 2004 Towarzystwo udzieliło czynnego poparcia uczestnikom pomarańczowej rewolucji na Ukrainie. Towarzystwo jest koordynatorem działań Fundacji dla Cmentarza Łyczakowskiego we Lwowie.
Pierwszym prezesem towarzystwa był Jacek Gerałt, były konsul handlowy RP we Lwowie. Od 2004 prezesem Towarzystwa jest Andrzej Rosiński.